# Janos Galicz

Janos Galicz, més conegut com a "General Gal", fou un militar austrohongarès nacionalitzat rus que esdevingué cap de brigada i de divisió en el bàndol republicà durant la Guerra Civil espanyola. Comandà la XV Brigada Internacional entre el 31 de gener i el 15 de febrer del 1937, en què fou ferit. Durant la batalla de Brunete, comandà la 15a Divisió, composta per la XIII i XV Brigades Internacionals.